# Polystichum grandifrons
Polystichum grandifrons är en träjonväxtart som beskrevs av Carl Frederik Albert Christensen. Polystichum grandifrons ingår i släktet Polystichum och familjen Dryopteridaceae. Inga underarter finns listade.